# Норфолкська військово-морська верф
Норфолкська військово-морська верф (англ. Norfolk Naval Shipyard або Norfolk Navy Yard і скорочено NNSY), є об'єктом ВМС США в Портсмуті, штат Вірджинія, для будівництва, реконструкції та ремонту кораблів ВМС. Це найстаріший і найбільший промисловий об’єкт, який належить ВМС США, а також найбільш комплексний. Розташований на річці Елізабет, двір знаходиться лише на невеликій відстані вверх по річці від її гирла на Гемптон-Роудс .
Завод був заснований, як верф Госпорта (анг. Gosport Shipyard) в 1767 році. Зруйнована під час війни за незалежність США, вона була відбудована і в 1830-х роках і стала домом для першого діючого судноремонтного заводу в США. Переходячи з рук в руки під час Громадянської війни в США, вона служила військово-морським силам Конфедеративних Штатів, поки не була знову зруйнована в 1862 році, коли їй було присвоєно нинішню назву. Верф була знову відбудована і продовжує працювати до сьогоднішнього дня.

## Історія

### Британський контроль
Верф Госпорт була заснована 1 листопада 1767 року Ендрю Спроулом на західному березі річки Елізабет в окрузі Норфолк у колонії Вірджинія .  Ця верф стала процвітаючим військово-морським і торговим об'єктом британської корони. У 1775 році, на початку Американської революції, Спроул залишився вірним Короні, яка конфіскувала все його майно, включаючи верф. Після відступу губернатора Данмора з Портсмута у травні 1776 року Спроул був засланий разом з іншими роялістами на острів Гвінн (нині округ Метьюз, штат Вірджинія), де він помер 29 травня 1776 року і був похований у безіменній могилі.   У 1779 році, коли новостворена Співдружність Вірджинії працювала на верфі, вона була спалена британськими військами. 

### Американський контроль
У 1794 році Конгрес США ухвалив "Акт про забезпечення військово-морського озброєння", що дозволило федеральному уряду взяти в оренду суднобудівну верф Госпорта у штаті Вірджинія. У 1799 році був закладений кіль фрегата "Чесапік", одного з перших шести фрегатів, затверджених Конгресом, що зробило його першим кораблем, побудованим в Госпорті для ВМС США.
Федеральний уряд придбав верф у штату Вірджинія у 1801 році за 12 000 доларів. Ця земельна ділянка площею 16 акрів (65 000 м2) і зараз становить північно-східний кут нинішньої верфі. У 1827 році розпочалося будівництво першого з двох перших сухих доків у Сполучених Штатах. Перший був завершений на три тижні раніше, ніж аналогічні проекти в Бостоні, штат Массачусетс, і в Південній Америці, що зробило його першим функціональним сухим доком на американському континенті. Сухий док №1 (анг. Dry Dock One), як він називається сьогодні, все ще функціонує і занесений до списку історичних пам'яток у Портсмуті, штат Вірджинія. Офіцерські каюти А, В і С були побудовані близько 1837 року. Додаткова земля на східному березі річки Елізабет була придбана в 1845 році.

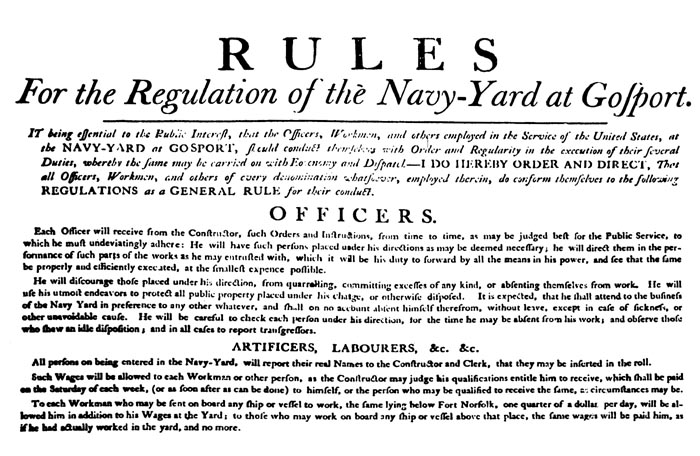
Ці правила роботи військово-морської верфі Госпорта [Норфолка] були складені Джозіа Фоксом, конструктором військово-морського флоту та суперінтендантом військово-морської верфі Госпорта 1800 року.

Верф і сусідні міста постраждали від серйозної епідемії жовтої лихоманки в 1855 році, яка вбила близько чверті населення, включно з Джеймсом Чісхолмом, чий звіт був опублікований незабаром після його смерті під час епідемії. 

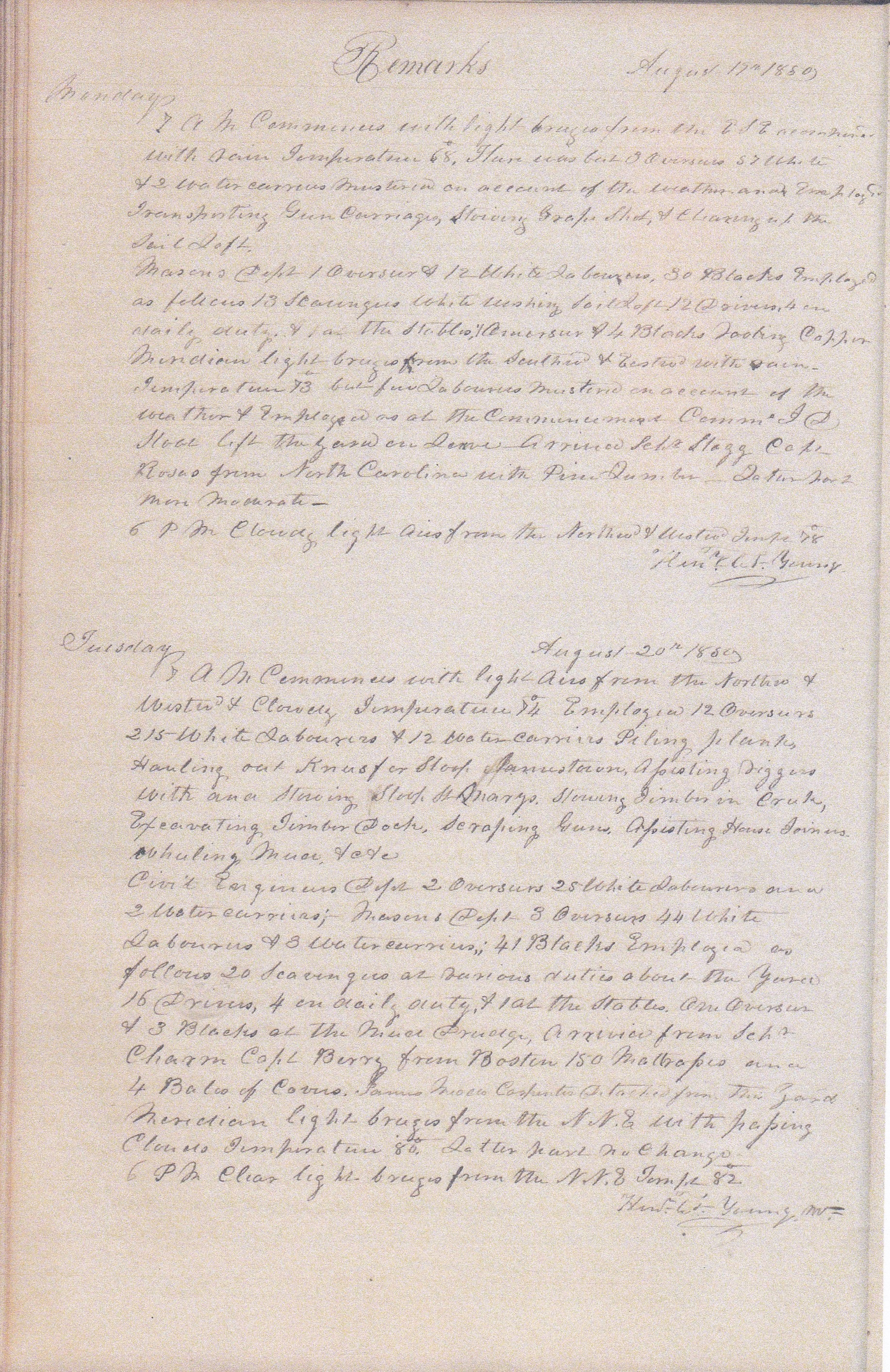
ВМС США, Військово-морська верф Норфолка, журнал станції, записи, 19-20 серпня 1850 р. Журнал містив дані про погоду, щоденні робочі завдання для білих і темношкірих службовців, військово-морські та комерційні судна, що входили та залишали верф. Чорношкірі наймані працівники в довоєнну еру часто були поневоленими робітниками.

### Підневільна праця
Поневолена праця широко використовувалася на Норфолкській військово-морській верфі від її заснування до Громадянської війни. Деяке уявлення про людський масштаб можна знайти в цьому уривку з листа коммодора Льюїса Воррінгтона від 12 жовтня 1831 року до Ради комісарів ВМС (BNC).  Лист Уоррінгтона до BNC був відповіддю на різні петиції білих робітників щодо скорочення або припинення використання рабської праці в Сухому Доці. Його лист намагався заспокоїти BNC у світлі нещодавнього повстання Ната Тернера, яке відбулося 22 серпня 1831 року, а також послужити відповіддю каменярам Сухого Дока, які звільнилися зі своїх робочих місць і звинуватили головного інженера проекту Лоаммі Болдуіна-молодшого у несправедливому наймі на роботу замість них підневільних робітників.  
Усього на верфі та в доках працює близько двохсот сорока шести негрів, з яких сто тридцять шість - на верфі і сто десять - у доках. Сьогодні-завтра ми звільнимо двадцятьох, і в нас залишиться сто двадцять шість. Зло від найму негрів, якщо воно й існує, швидко зменшується, бо після того, як буде укладено деревину, що лежить у воді, їхня кількість не перевищить шістдесяти; а тих, хто працює в доках, час від часу звільнятимуть, оскільки без їхніх послуг можна буде обійтися - коли все буде закінчено, не буде потреби наймати когось із них.
 Незважаючи на такі обіцянки, рабська праця тривала, і станом на жовтень 1832 року Болдуін повідомив про 261 чоловіка, зайнятого в Сухому доці, 78 з яких були поневоленими чорними робітниками або 30% робочої сили Сухого доку.  Опозиція підневільній праці ніколи не була в змозі ефективно кинути виклик статусу кво, а пропозиції або рекомендації щодо припинення цієї практики зустрічали шалений опір. Однією з таких спроб у 1839 році стала петиція, підписана 34 рабовласниками верфей, які благали міністра військово-морського флоту продовжувати цю практику, щоб вона не завдавала їм економічної шкоди. Їх успішна петиція була підтримана комодором Льюїсом Уоррінгтоном. Уоррінгтон зазначив: "Я прошу дозволу заявити, що жоден раб, який працює на цій верфі, не є власністю офіцера, але багато хто з них є власністю майстрів-механіків і робітників верфі". Він додав: "Прошу дозволу заявити, що жодному рабу не дозволяється виконувати будь-яку механічну роботу на верфі, вся така робота обов'язково зарезервована для білих; таким чином зберігається належне розмежування між білими людьми та рабами". 
У 1846 році коммодор Джессі Вілкерсон відчув потребу підтвердити міністру військово-морського флоту Джорджу Бенкрофту продовження найму рабів, «що більшість із них [чорношкірих] є неграми-рабами, і що значна частина тих, хто працює в рядових лавах для багатьох років, були такого опису, але яким авторитетом я не можу сказати, оскільки в записах мого офісу нічого не можна знайти на цю тему – Ці люди були оглянуті хірургом двору та регулярно відправлені [на службу] для дванадцять місяців» 

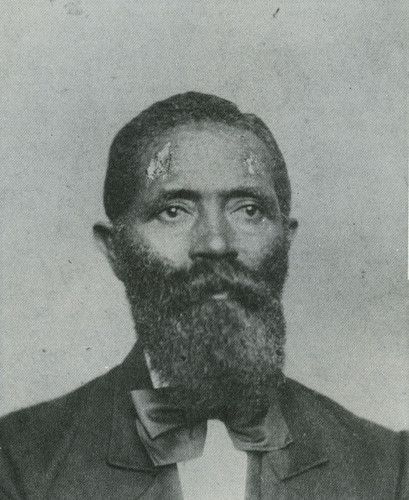
Джордж Теамо з 1818 до 1887. Джордж Тіох працював у Норфолкській військово-морській верфі як рабський робітник і конопатник кораблів у 1830-1840-х роках (фото LOC)

Джордж Тімо (1818–1883) як молодий поневолений робітник і конопатник кораблів працював на Норфолкській військово-морській верфі в 1830-х і 1840-х роках і пізніше писав про цю невідділену працю: «Уряд протегував і заохочував рабство більшою мірою, ніж уряд переважна більшість країни знала. Він мав на своїй службі сотні, якщо не тисячі рабів, зайнятих на державних роботах»  Ще «у 1848 році майже одна третина з 300 робітників військово-морської верфі Госпорта (Норфолк) були найнятими рабами».  

### Громадянська війна в США

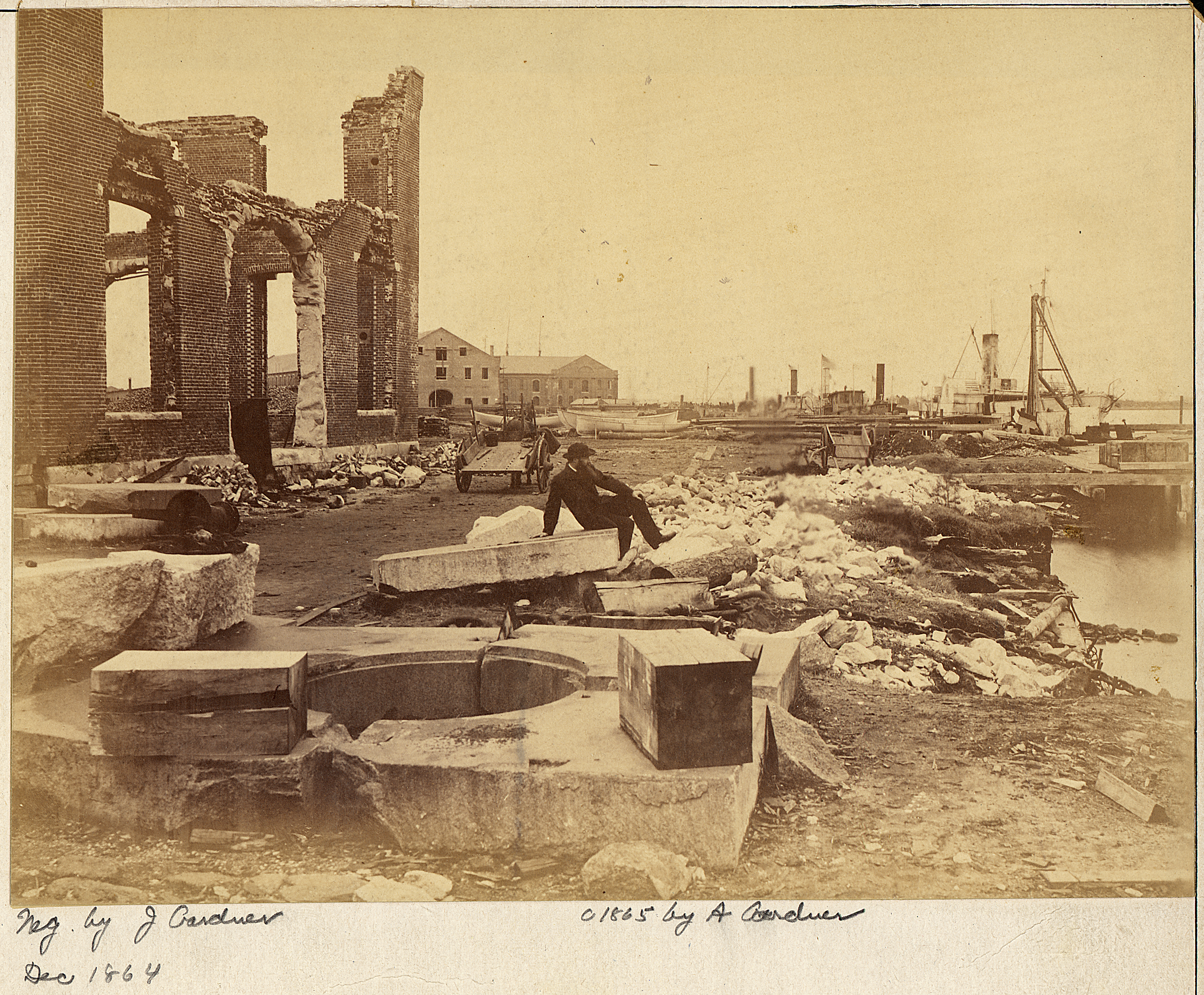
Руїни верфі після громадянської війни, 1864 р.; фотографія Джеймса Гарднера. З колекції Національного управління архівів і документації.

У 1861 році Вірджинія приєдналася до Конфедерації Штатів Америки. Побоюючись, що Конфедерація візьме контроль над об'єктом, командир верфі Чарльз Стюарт МакКолі 21 квітня 1861 року наказав підпалити верф . 
Війська Конфедерації фактично захопили верф, і зробили це без збройного конфлікту за допомогою хитроумної хитрощі, організованої цивільним будівельником залізниці Вільямом Махоуном (тоді президентом Норфолкської та Петербурзької залізниці, який незабаром став відомим офіцером Конфедерації). Він змусив федеральні війська залишити верф у Портсмуті, запустивши один пасажирський потяг до Норфолку з великим шумом і свистом, потім набагато тихіше, відправивши його назад на захід, а потім знову повернувши той самий потяг, створивши ілюзію великого кількість військ, які прибули до федералів, які слухали в Портсмуті через річку Елізабет (і ледве поза полем зору). Захоплення верфі дозволило величезній кількості військових матеріалів потрапити до рук Конфедерації.  Для захисту Конфедерації було взято 1195 важких гармат, які використовувалися в багатьох районах від Хемптон-Роудс аж до форту Донелсон, штат Теннессі, Порт-Гудзон і форт-де-Рассі, штат Луїзіана. Сили Союзу відійшли до Форт-Монро через Хемптон-Роудс, який був єдиною територією в цьому районі, яка залишалася під контролем Союзу.  :30
На початку 1862 року військовий корабель Конфедерації CSS Virginia була відбудована за допомогою згорілого корпусу USS Merrimack . Поспішно покинувши верф, Merrimack було знищено лише над ватерлінією, а на частині, що залишилася, була побудована інноваційна броньована надбудова . Вірджинія, яка все ще називалася Меррімак силами Союзу і в багатьох історичних звітах, потопила USS Cumberland, USS Congress, а зайнявся Союз залізних USS Monitor у знаменитій битві на Гемптон-Роудс під час блокади Гемптон-Роудс Союзом. Конфедерати знову спалили верф, коли залишили корабель у травні 1862 року. 
Після відвоювання Норфолка та Портсмута (і верфі) військами Союзу назву верфі було змінено на Норфолк за назвою округу, в якому вона була розташована, за межами міста Портсмут на той час. Такий вибір назви, ймовірно, був зроблений для того, щоб звести до мінімуму будь-яку плутанину з уже існуючою портсмутською військово- морською верф’ю в Кіттері, штат Мен поблизу Портсмута, штат Нью-Гемпшир . 

### Сучасна верф

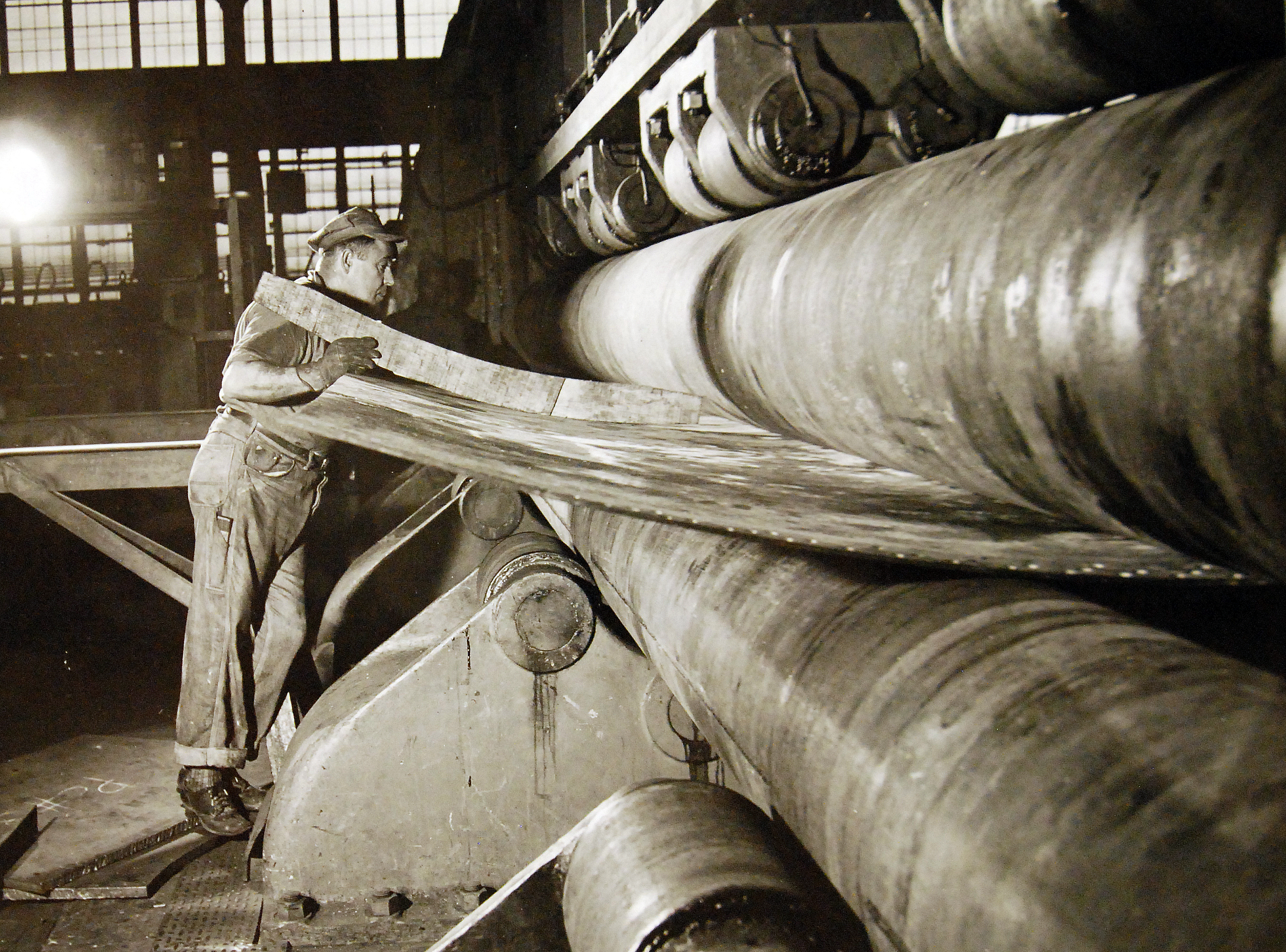
Формування корабельного листа в жовтні 1941 року

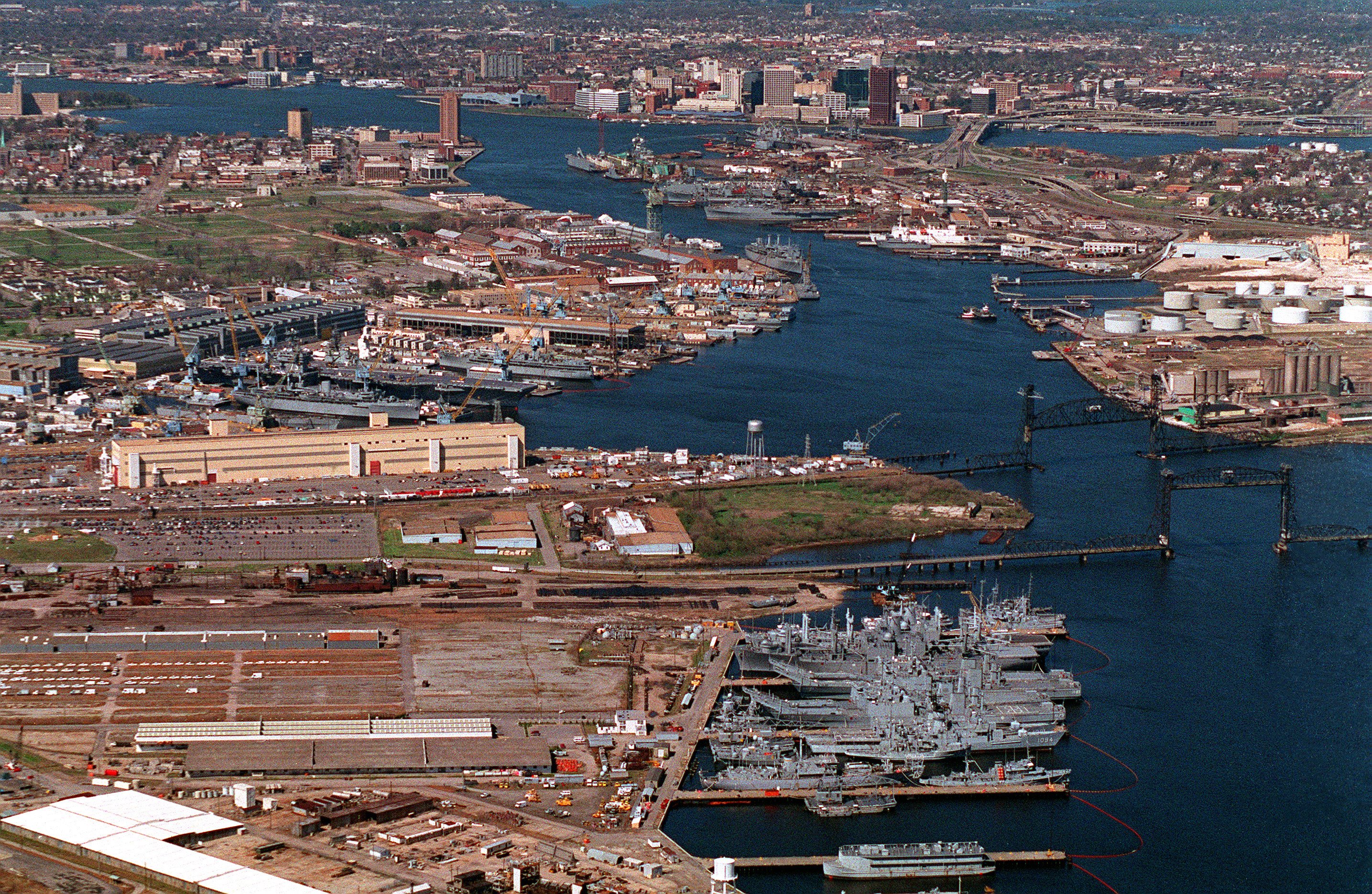
Пташиний вид на верф, дивлячись на північ у бік Норфолка

З епохи реконструкції до 1917 року верф використовувалася як для ремонту та будівництва суден, так і для розміщення кораблів; нинішньої основної військово-морської бази регіону, військово-морської бази Норфолк, ще не існувало. Таким чином, на той час Norfolk Navy Yard служив офіційним портом приписки для кораблів, що стояли в регіоні Гемптон-Роудс. 
До початку Першої світової війни завод не розширювався, щоб розмістити 11 000 співробітників та їхні родини. Верф знову була розширена під час Другої світової війни, подвоївши її фізичний розмір і значно розширивши її виробничі потужності. Під час його піку, з 1940 по 1945 рік, було зайнято 43 000 чоловік і відремонтовано 6 850 суден. 
Після Другої світової війни верф перетворилася з суднобудівної на капітально-ремонтну. Робота на Iowa -кл лінкор, Kentucky був призупинений у 1950 році. Його останні два кораблі, «Bold» і її сестринський корабель «Bulwark», дерев’яні тральщики, були охрещені 28 березня 1953 року під час Корейської війни. 
В даний час верф складається з кількох несуміжних ділянок загальною площею 1,275 акра (0,00516 км2)   . Norfolk Naval Shipyard надає послуги з ремонту та модернізації для всіх типів кораблів, які перебувають на озброєнні ВМС США, включаючи десантні судна, підводні човни, ракетні крейсери та суперавіаносці, хоча останніми роками верф переважно зосереджувалася на атомних кораблях і атомних кораблях. допоміжні кораблі. Норфолкська верфь є одним із небагатьох об’єктів на східному узбережжі, здатних проводити суху доку атомних авіаносців. Іншим об’єктом, здатним докувати такі авіаносці, є Huntington Ingalls Industries (HII), розташована на іншому боці Хемптон-роудс у Ньюпорт-Ньюс, і це єдина верф США, яка зараз будує та заправляє атомні авіаносці. 

## Сухі доки та елінги
| Док № | Матеріал, з якого виготовлений док | Довжина                         | Ширина                        | Глибина                      | Дата завершення | Джерело |
| ----- | ---------------------------------- | ------------------------------- | ----------------------------- | ---------------------------- | --------------- | ------- |
| 1     | Граніт                             | 325 футів 4 дюйми (99,16 м)     | 86 футів 3 дюйми (26,29 м)    | 25 футів 8 дюймів (7,82 м)   | 1833 рік        | [ 20 ]  |
| 2     | Бетонні                            | 496 футів 3 дюйми (151,26 м)    | 106 футів 10 дюймів (32,56 м) | 37 футів 5 дюймів (11,40 м)  | 1966 рік        | [ 20 ]  |
| 3     | Бетон і граніт                     | 726 футів (221 м)               | 123 фути (37 м)               | 34 фути 7 дюймів (10,54 м)   | 1911 рік        | [ 20 ]  |
| 4     | Бетонні                            | 1 010 футів 7 дюймів (308,03 м) | 144 фути (44 м)               | 44 фути 2 дюйми (13,46 м)    | 1919 рік        | [ 20 ]  |
| 6     | Бетонні                            | 459 футів (140 м)               | 76 футів 8 дюймів (23,37 м)   | 20 футів 5 дюймів (6,22 м)   | 1919 рік        | [ 20 ]  |
| 7     | Бетонні                            | 459 футів (140 м)               | 76 футів 8 дюймів (23,37 м)   | 20 футів 5 дюймів (6,22 м)   | 1919 рік        | [ 20 ]  |
| 8     | Бетонні                            | 1 092 фути 5 дюймів (332,97 м)  | 150 футів (46 м)              | 47 футів 11 дюймів (14,61 м) | 1942 рік        | [ 20 ]  |

| 1 січня 1946 року      | 1 січня 1946 року | 1 січня 1946 року | 1 січня 1946 року |
| Способи суднобудування | Ширина            | Довжина           | Джерело           |
| ---------------------- | ----------------- | ----------------- | ----------------- |
| 1                      | 120 футів (37 м)  | 910 футів (280 м) | [ 21 ]            |
| 2                      | 40 футів (12 м)   | 375 футів (114 м) | [ 21 ]            |

## Видатні кораблі

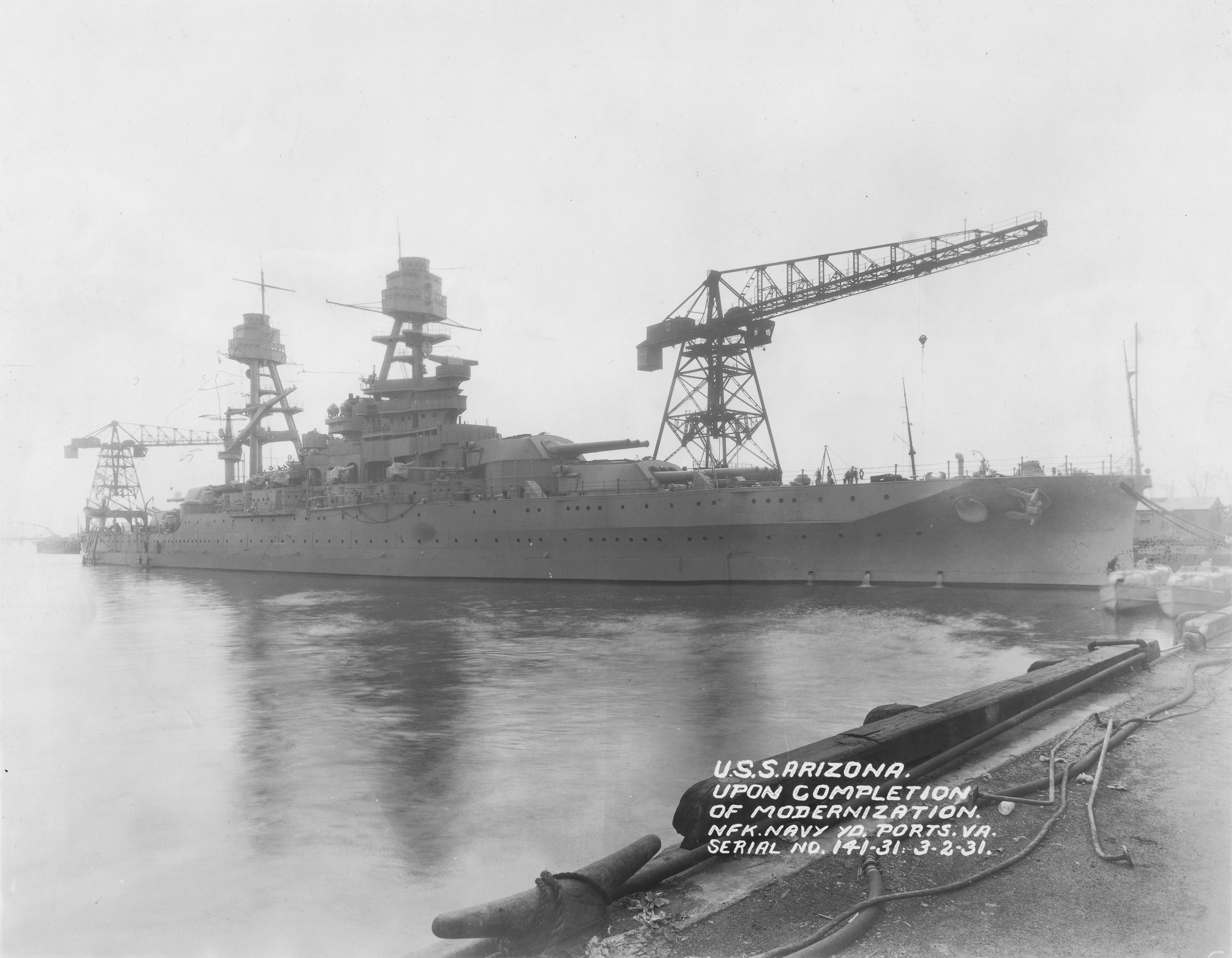
під час ремонту на морській верфі Норфолк у 1931 році

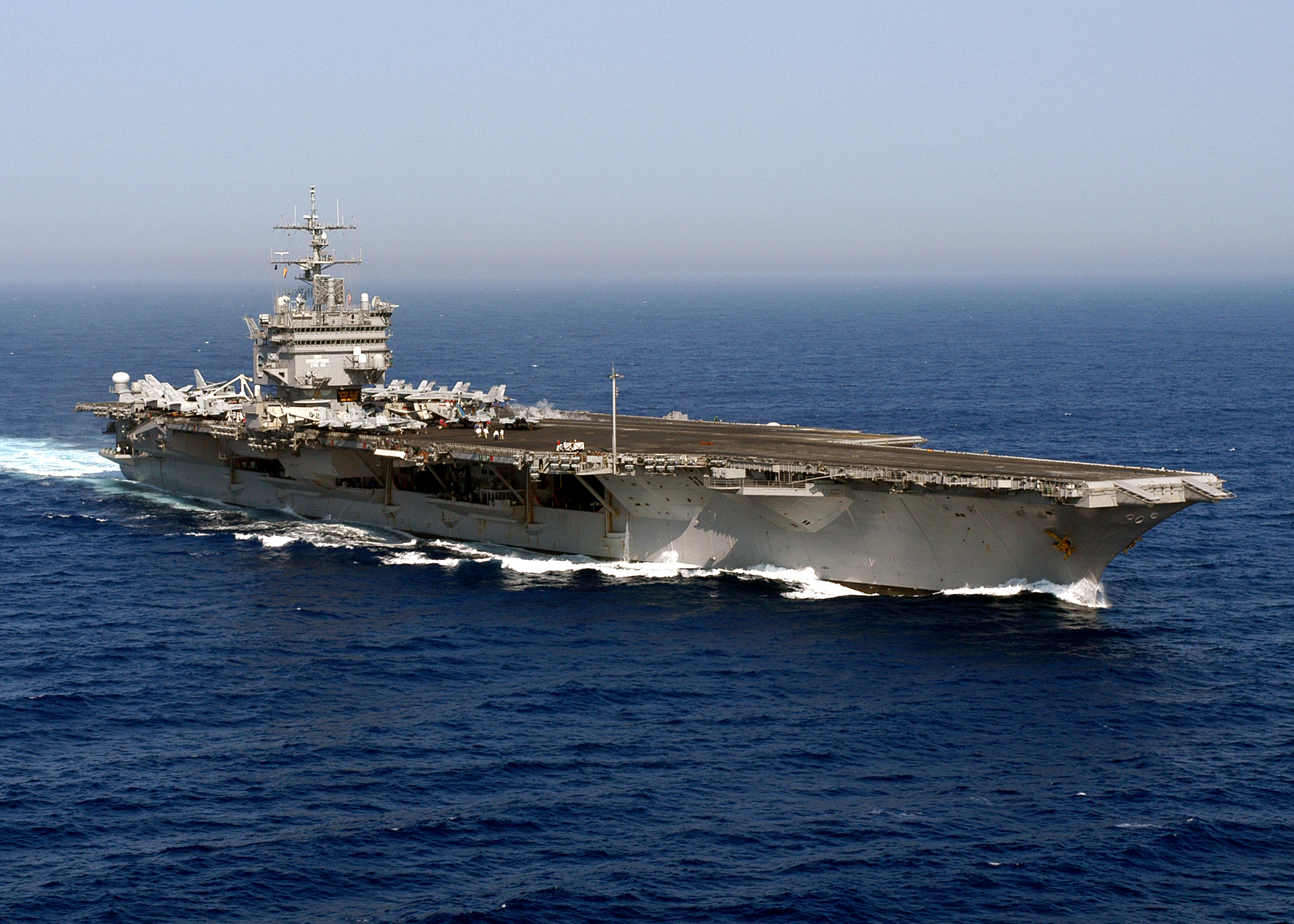

- USS Chesapeake – 38-гарматний фрегат, сучасник Конституції США, брав участь у війні 1812 року.
- USS Delaware – перше судно, яке було поставлено в сухий док у Western Hemisphere.
- CSS Virginia – First Confederate ironclad warship, rebuilt from burned out hulk of USS Merrimack; participant in Battle of Hampton Roads against USS Monitor
- USS Texas – Перший лінкор ВМС США введено в експлуатацію.
- USS Raleigh – Перший сучасний крейсер, повністю побудований урядом США.
- USS Langley – Перший американський авіаносець; переобладнаний з авіаносця "Юпітер".
- USS Arizona – Модернізація завершена в 1931 році.
- USS Idaho – Модернізація завершена в 1934 році.
- USS Mississippi – Модернізація завершена в 1933 році.
- USS Nevada – Модернізація завершена в 1930 році.
- USS New York – Модернізація завершена в 1928 році.
- USS Texas – Модернізація завершилася в 1926 році, зберігається як корабель-музей в Сан-Хасінто, штат Техас.
- USS Shangri-La – Єдиний американський авіаносець, оплачений виключно американськими військовими облігаціями та підпискою, спущений на воду 24 лютого 1944 року.
- USS Lake Champlain – Закладений і спущений на воду 2 листопада 1944 року.
- USS Tarawa – Побудований і спущений на воду 12 травня 1945 року.
- USS Alabama – Побудований і спущений на воду 16 лютого 1942 року.
- USS Enterprise, найдовший військовий корабель у світі та перший у світі атомний авіаносець. (Корабель побудований на верфі Newport News Shipyard)

## Музей
За межами об’єкта, на сусідній набережній Старого міста Портсмута, знаходиться Музей військово-морської верфі Портсмута, де представлені експонати та артефакти з його історії. 

## Дивіться також
- Контр-адмірал Уолтер Маклін, командир верфі під час Першої світової війни
- Джон Х. Берроуз, суперінтендант верфі під час окупації Союзом громадянської війни в США
- Прибудова Військово-морської верфі Norfolk South Gate

## Зовнішні посилання
- Офіційний сайт
- Historic American Engineering Record (HAER) No. VA-65-A, "Norfolk Naval Shipyard, Mast House, West side of Warrington Avenue between Shubrick & Breeze Streets, Portsmouth, Portsmouth, VA"
- HAER No. VA-65-B, "Norfolk Naval Shipyard, Building No. 28A, Adjoining Buildings No. 28 & 29 on Shubrick & Breeze Streets, Portsmouth, Portsmouth, VA"

Шаблон:VAMilitary